# 中西一郎
中西 一郎（なかにし いちろう、1915年3月29日 - 1992年11月18日）は、日本の政治家、農林官僚。参議院議員（4期）。総理府総務長官、沖縄開発庁長官、危機管理担当大臣などを務めてきた。

## 来歴・人物
兵庫県神戸市生まれ。第三高等学校を経て、東京帝国大学法学部法律学科卒業後、農林省に入省。海軍に志願し海軍大尉として終戦。
農林大臣秘書官（事務担当）、大臣官房企画室長、食糧庁業務第二部長、農林省官房長を経て、1965年に経済企画庁国民生活局長。
1972年、佐野芳雄の死去に伴う第8回参議院議員通常選挙兵庫県選挙区補欠選挙に出馬し初当選。
1975年、公職選挙法改正に関する特別委員長在任中に問責決議が提出されるが、否決。
1978年、第1次大平内閣で通商産業政務次官。
1983年に第2次中曽根内閣の総理府総務長官兼沖縄開発庁長官に就任し、初入閣。1984年7月、総務庁発足に伴い最後の総理府総務長官となった。総務庁長官には同じく総務庁発足で廃止された行政管理庁長官の後藤田正晴が就任し、中西は沖縄開発庁長官のみの在任となる。
1992年11月18日死去、77歳。死没日をもって従七位から従三位に叙され、銀杯一組を賜った。

## 栄典
- 1988年 - 勲一等瑞宝章受章[4]。
- 1992年 - 従三位、銀杯一組